# Nordböhmisches Becken

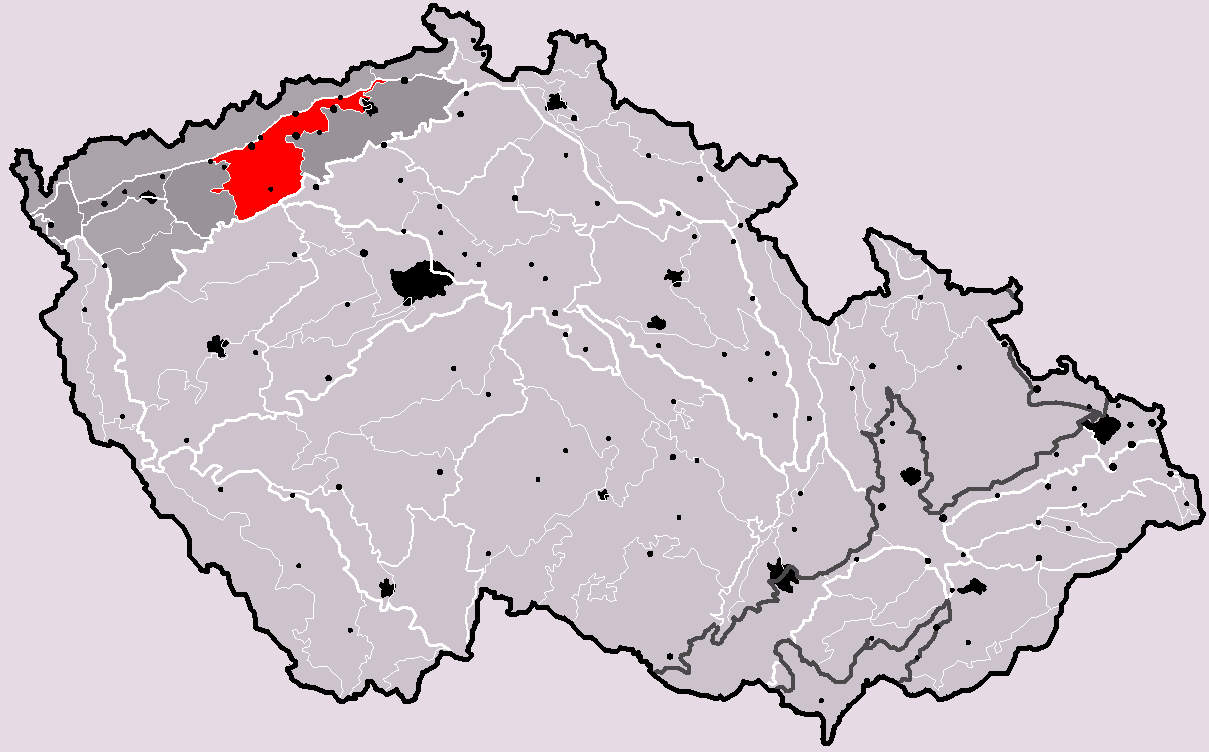
Das Nordböhmische Becken innerhalb der Geomorphologischen Einteilung Tschechiens

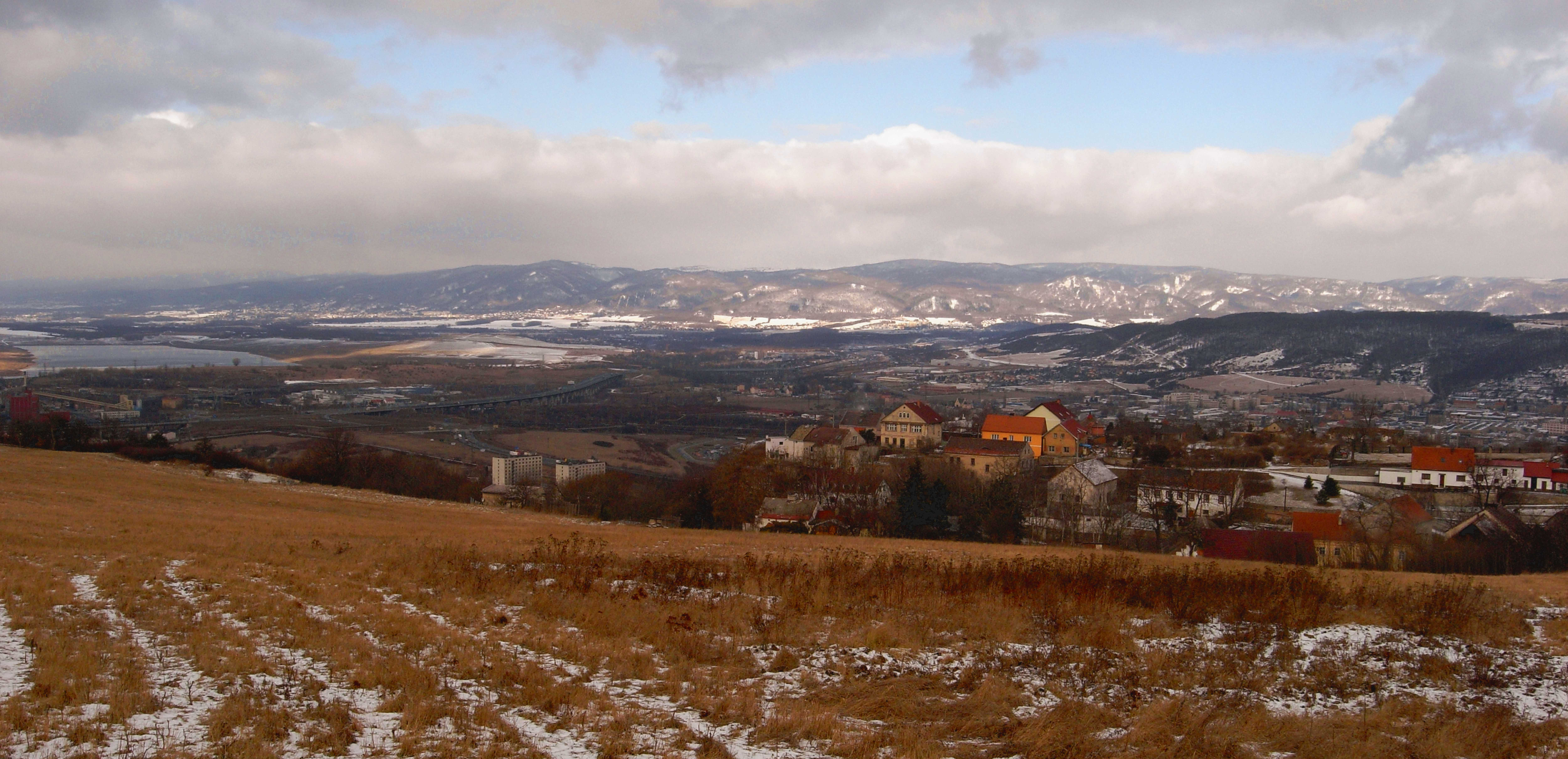
Das Nordböhmische Becken zwischen Ústí nad Labem (rechts) mit Blick zum Rand der Erzgebirgs-Pultscholle

Das Nordböhmische Becken (früher auch: Teplitz-Komotauer Becken, tschech.: Mostecká pánev) ist eine Landschaft in Nordböhmen (Tschechien) und Teil des Böhmischen Beckens. Sie prägt den westlichen Teil des Ústecký kraj (Region Aussig).
Das Nordböhmische Becken ist eines der bedeutendsten Braunkohle-Bergbaureviere in Europa. Die Kohle wird seit 600 Jahren gefördert, anfangs insbesondere als Dünger, in jüngerer Zeit insbesondere als Energiequelle für die Elektroenergieerzeugung in Wärmekraftwerken. Die im Důl ČSA geförderte Kohle gilt mit einem Energiegehalt von 17,5 Kilojoule pro Kilogramm ist die energiereichste Braunkohle Europas.
Nach einem Beschluss der tschechischen Regierung soll der Braunkohlebergbau im Jahr 2033 enden.

## Angrenzende Landschaften
Das Becken liegt zwischen dem mittleren und östlichen Erzgebirge im Norden und dem Bergland Rakovnická pahorkatina im Süden. Im Osten grenzt das Becken an das Böhmische Mittelgebirge und an Ausläufer der Böhmischen Schweiz sowie im Südosten an den Landschaftsraum Dolnooharská tabule (etwa Untereger-Tafel). Im Westen berührt es das Duppauer Gebirge.

## Geologie
Das Becken ist Teil des Egergrabens. Die geologischen Verhältnisse im Nordböhmischen Becken stehen hauptsächlich mit der geologischen Situation der großen Nachbarregionen Erzgebirge und Böhmisches Mittelgebirge im kausalen Zusammenhang.
Mit der Hebung der erzgebirgischen Pultscholle zur Zeit des Tertiärs, begleitet von einem starken Vulkanismus im heutigen Böhmischen Mittelgebirge, wurde ein natürlicher Graben geschaffen, der heute diese Beckenlandschaft ausmacht.
Die Lagerungsverhältnisse in den Beckensedimenten und deren mineralogische Zusammensetzung sind kompliziert, weil sich hier sehr unterschiedliche Substanzeinträge vermischt haben. Der Graben füllte sich durch natürliche Niederschläge und Wasserläufe schnell mit Wasserflächen. Die früheren heftigen vulkanischen Aktivitäten in der Region haben Vulkanaschen und Laven, die bei der Berührung mit Wasser in diesem Grabenbruch erheblichen chemischen Lösungs- und Umwandlungsprozessen unterlagen, als Sedimentanteil eingebracht. Die gelösten und die nur als Schwebstoffe vorhandenen Anteile haben sich in den Gewässern schnell verbreitet und in stark differenzierten Verhältnissen als Sedimentanteile abgesetzt.
Von der südlichen Seite des heutigen Erzgebirges, der Nordflanke des Böhmischen Mittelgebirges und den im Becken noch vorhandenen Kreideablagerungen (z. B. Teplice) wurden Sande, Tonminerale und Kalk ausgewaschen und ebenso eingespült. Diese nährstoff- und wasserreiche Situation war die Grundlage für eine sich lebhaft entwickelnde Fauna und Flora. Teile des ehemaligen tertiären Waldbestandes haben nach Bedeckung mit mineralischen und humushaltigen Sedimenten zur Bildung der seit dem 19. Jahrhundert in industrieller Nutzung stehenden Braunkohlelagerstätten geführt.
Vereinzelt wurden Tonsedimente mit hohem Gehalt an verkohlten organischen Resten durch natürliche Umstände (Gebirgsdruck-Sauerstoff-Verhältnisse, Blitzschlag, Waldbrand) in Brand gesetzt. Die sich ausbreitenden unterirdischen Schwelbrände haben eine meist schichtartig auftretende Gesteinsart, die Porzellaniten, erzeugt. Auch reine Kohleflöze haben in ihrer Kontaktzone mit Tonen bei solchen Bränden Porzellanite erzeugt. Sie werden auch als Flözbrandgesteine bezeichnet. Diese waren wegen ihrer porzellanartigen Beschaffenheit und Festigkeit gelegentlich das Ziel eines gewerblichen Abbaus, um daraus Schotter für den Straßenbau herzustellen. Überwiegend nutzten die Braunkohle-Tagebauunternehmen diese Vorkommen für ihre eigenen betrieblichen Zwecke.
Das heutige Bodenniveau im Nordböhmischen Becken liegt bedeutend höher als zur Entstehungszeit dieser Riftzone, da über einen Zeitraum von etwa 33 Millionen Jahren (seit dem Priabonium) Abtragungs- und Sedimentationsabläufe stattgefunden haben. Bei diesen Prozessen wurden Ablagerungen mit einer Mächtigkeit von bis zu 700 Metern aufgebaut, im Mittel jedoch um 300 Meter. Diese Sedimentabfolgen bestehen aus den regionalen Einheiten Altsedletzer-Formation/Staro-Sedelské souvrství (oberes Eozän), Stresauer-Formation/Střezovské souvrství (Oligozän) Brüxer-Formation/Mostecké souvrství (Oberes Oligozän bis unteres Miozän).

## Gewässer und hydrologische Verhältnisse

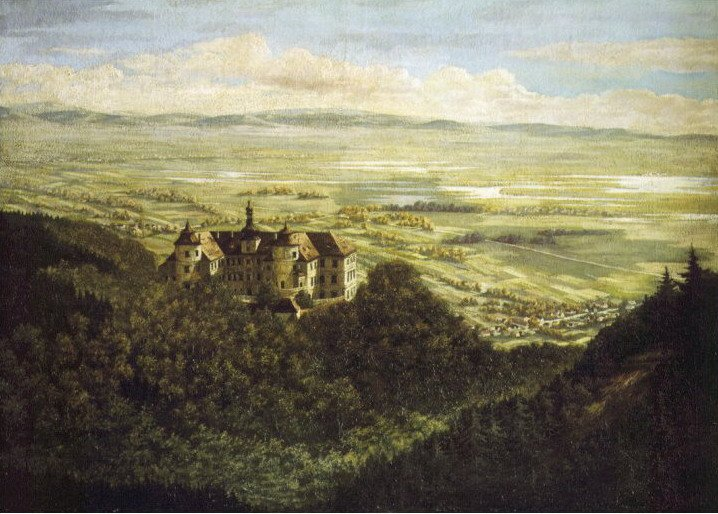
Blick von Schloss Eisenberg am Erzgebirgsabhang in die ursprüngliche Seenfläche des Nordböhmischen Beckens (1882)

Das Becken wird nach Osten hin zur Elbe entwässert durch die Flüsse Bílina (Biela) und Ohře (Eger).
Von den früheren Seenlandschaft in Teilen des Nordböhmischen Beckens ist wegen des intensiven Braunkohlentagebaus und der damit einhergehenden Devastierung kaum noch etwas erhalten geblieben. Insbesondere bei Duchcov und westlich von Most bis Jezeří gab es ausgedehnte Landschaften mit Teichen und Feuchtwiesen. Das letztere Gebiet trug die Bezeichnung Die See-Wiese (tschechisch: Komořanské jezero) und wurde von den früheren Ortschaften Tschausch, Seestadtl und Niedergeorgenthal umschlossen. Um eine landwirtschaftliche und später bergbauliche Nutzung zu ermöglichen, waren mehrere Wassergräben angelegt worden, da der jahreszeitliche Wasserspiegel in diesem Gebiet schwanken konnte. Die Fläche der See-Wiese betrug etwa 25 Quadratkilometer bei einer Länge von etwa sieben Kilometern und einer Breite von etwa 4,5 Kilometern. Zwei Wasserflächen, der Alte Teich bei Niedergeorgenthal und der Stein-Teich bei Seestadtl, waren dauerhaft existent. Ursprünglich gehörten sie zur Fläche des viel größeren Kommerner Sees, der bereits im 19. Jahrhundert nur noch als Moorareal, eben die See-Wiese, vorhanden war. Eine zipfelartige Verlängerung des Feuchtgebietes, die Laucher Wiesen, schuf in Richtung des Stadtgebietes von Brüx/Most eine Verbindung mit der Stadt und dem weiteren Verlauf der Bílina.
Die oberflächennahen Schichten bestehen, soweit sie noch in ursprünglicher Form vorhanden sind, aus pleistozänen und limnischen Sedimenten. In den Sedimentabfolgen lagern Treibsandschichten. Diese Sandhorizonte bereiten in den Bergbaugebieten gelegentlich große Probleme und haben bei Bewegungen ihrerseits zu erheblichen großflächigen Senkungen geführt. Dieses Phänomen ist besonders in der Region von Brüx/Most bekannt und verursachte 1874 bis 1876 in einigen Kohlegruben erstmals beachtliche Einbrüche. In dramatischen Fällen füllte sich in extrem kurzer Zeit der Tagebau mit Schlamm-Sand-Massen, was Todesfälle und erhebliche betriebswirtschaftliche Schäden nach sich zog. Am 19. Juli 1895 kam es zur Schwimmsandkatastrophe von Brüx, bei der über 2500 Einwohner der Stadt aufgrund der daraufhin beschädigten und eingestürzten Wohnhäuser obdachlos wurden.
Die Bevölkerung spürte fast an allen Orten der Region eine Absenkung und manchmal ein Ausbleiben ihres Brunnenwassers. Eine Folge waren eine große Zahl von Erkundungsbohrungen im Braunkohlenrevier zwischen Brüx und Komotau, um eine Vorstellung über die Ausdehnung jener Sandschichten zu erhalten und die hydrogeologischen Zusammenhänge besser beurteilen zu können.
Insgesamt gehört das Areal zum Wassereinzugsgebiet der Bílina, die wegen der Tagebauaktivitäten im 20. Jahrhundert bei dem früheren Ort Seestadtl verrohrt wurde und nun den so genannten Ervěnický koridor durchfließt.
Der Braunkohletagebau seit dem 19. Jahrhundert hat diese Landschaft völlig verändert und im Ökosystem der Region massiven Schaden angerichtet. Davon sind besonders die Grundwasserverhältnisse sowie die gesamte Flora und Fauna betroffen, was wiederum Rückwirkungen auf die regionalen klimatischen Verhältnisse hat.

## Bergbau und Industrie

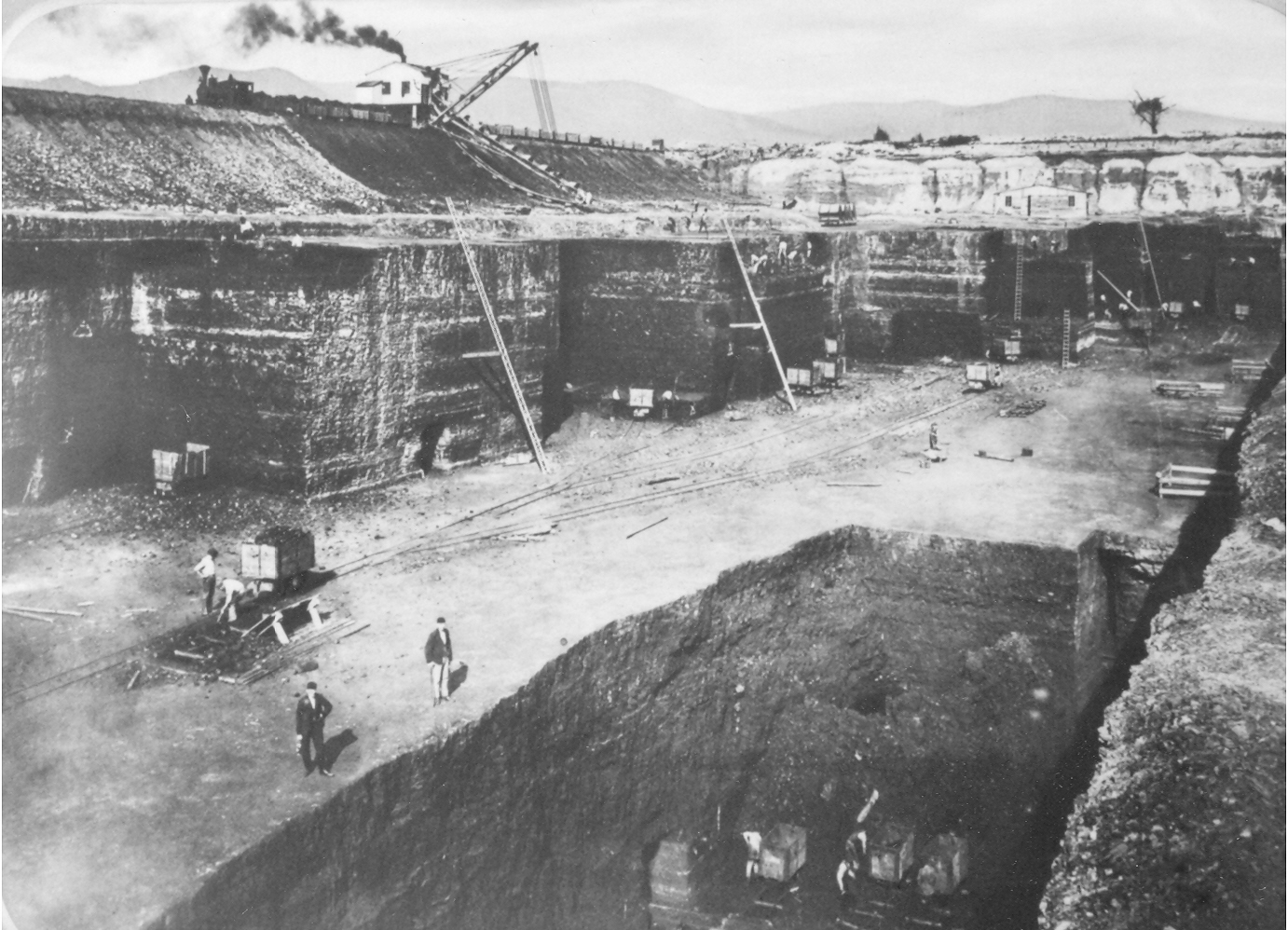
Früher Tagebau auf Braunkohle bei Seestadtl (Ervěnice) (k.k. Hedwigschacht; um 1910)

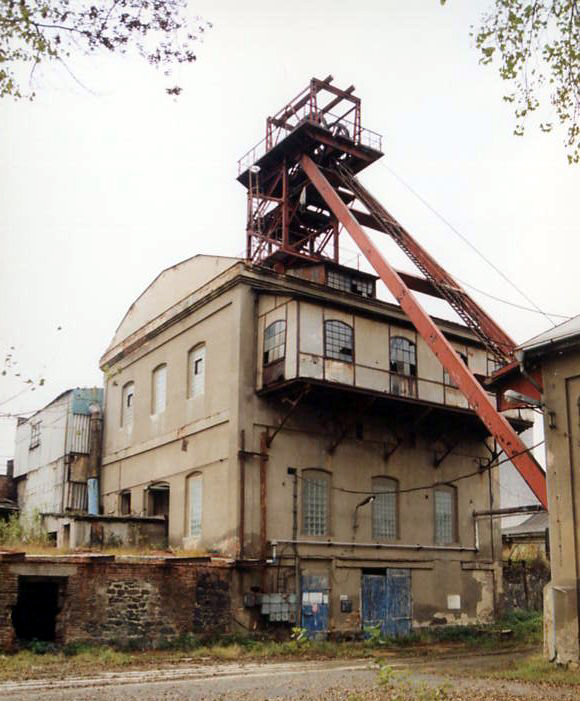
Blick auf die ehemalige Braunkohlengrube Julius III bei Most. Die Tiefbaugrube wurde zwischen 1882 und 1991 betrieben, der Förderschacht erreicht eine Teufe von 186 Meter.

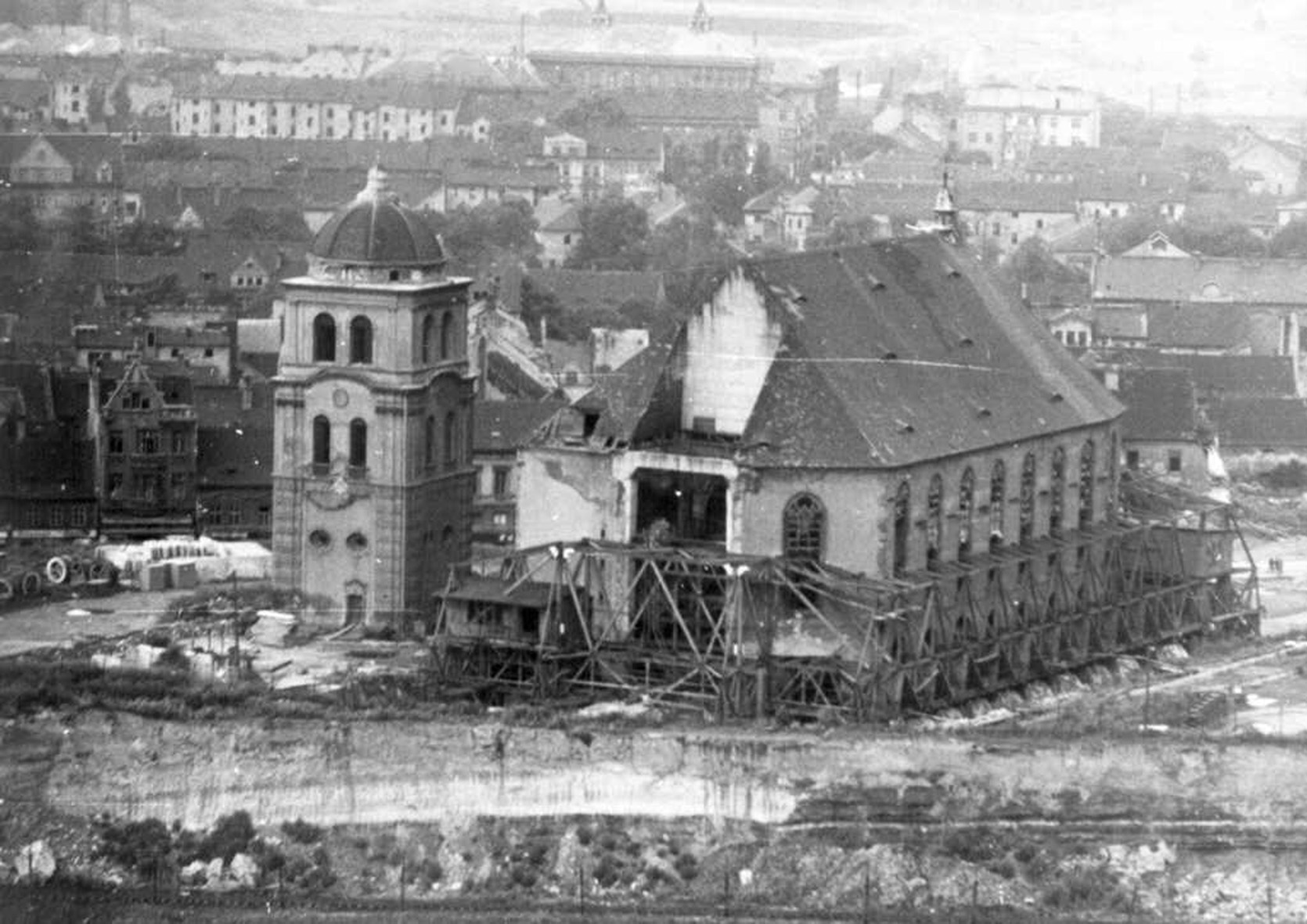
Blick auf die Kirche "Mariä Himmelfahrt" in Most kurz vor der bergbaubedingten Verschiebung (1975), im Hintergrund sind die geräumten und zum Abbruch vorbereiteten Häuser der Moster Altstadt zu sehen

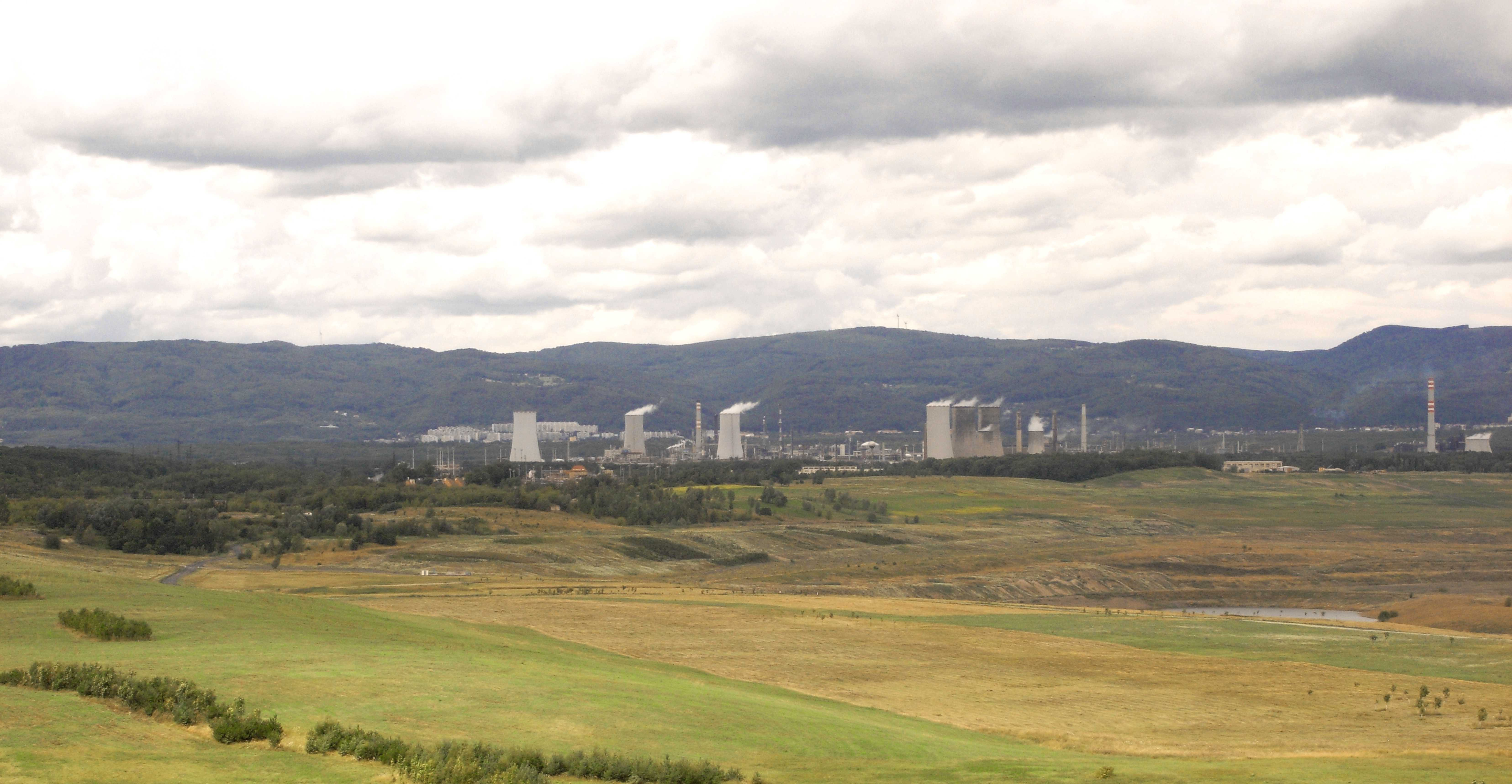
Tagebauverfüllung bei Most, im Vordergrund das Areal des alten Stadtgebietes

Die Braunkohlevorkommen des Nordböhmischen Beckens wurden bereits seit dem 15. Jahrhundert in geringem Umfang abgebaut. 1403 wurde eine Braunkohlengrube bei Duchcov (Dux) genannt, 1566 und 1605 folgten Erwähnungen von Bergwerken bei Hrob (Klostergab) und 1591 bei Hrbovice (Herbitz). Mitte des 16. Jahrhunderts entstanden bei Duchcov (Dux), Chomutov (Komotau) und Most (Brüx) einige Alaunwerke, die Vitriol und Alaun aus Alaunschiefer und der anstehenden Braunkohle herstellten. Der Abbau konzentrierte sich bis zum 19. Jahrhundert auf die oberflächennahen Flöze, die überwiegend in sogenannten „Bauern-Schächten“ mittels Förderkübel und Haspel gefördert wurde.
In der zweiten Hälfte des 19. Jahrhunderts erfolgte die industrielle Intensivierung des Tiefbaus nach hochwertiger Hartbraunkohle. Mit der Ansiedlung insbesondere von Glas-, Porzellan- und Zuckerfabriken, von Eisen- und Maschinenbaubetrieben sowie von chemischen Fabriken (u. a. gegründet vom Österreichischen Verein für Chemische und Metallurgische Produktion) entstand ein bedeutender Absatzmarkt. Hinzu kam die stetig steigende Nachfrage aus dem benachbarten Sachsen.
Zur besseren Abfuhr der Braunkohle wurde die Region frühzeitig mit Eisenbahnen erschlossen. Die k.k. priv. Aussig-Teplitzer Eisenbahn (ATE) nahm im Jahr 1858 ihre Hauptstrecke von Teplitz nach Aussig in Betrieb. Diese Strecke – die später noch bis Komotau erweitert wurde – war seinerzeit die verkehrsreichste und profitableste Eisenbahnverbindung in Österreich-Ungarn. Als Konkurenzunternehmen wurde 1869 die k.k. priv. Dux-Bodenbacher Eisenbahn (DBE) gegründet, deren Haupstrecke parallel zum Fuß des Erzgebirges von Dux und Komotau aus zum Elbhafen in Bodenbach führte. Darüber hinaus bauten auch die k.k. priv. Eisenbahn Pilsen–Priesen(–Komotau) (EPPK), die k.k. priv. Buschtěhrader Eisenbahn (BEB) und die k.k. priv. Prag-Duxer Eisenbahn (PDE) Strecken zum Abtransport der geförderten Braunkohlen. Letztere schuf sowohl eine direkte Eisenbahnstrecke in die böhmische Hauptstadt Prag, als auch eine Verbindung ins benachbarte Sachsen über den Erzgebirgskamm nach Freiberg. 
Im Zuge der Industrialisierung des Abbaus entstanden ab 1871 mehrere große Bergwerksgesellschaften, welche die bis dato dominierenden kleinen Gruben zusammenfassten. Gebildet wurden u. a. die Brüxer Kohlebergbaugesellschaft (1871), der Wiener Kohlebund (1872), die Duxer Kohlegesellschaft (1872), die Gewerkschaft Brucher Kohlenwerke (1888) und die Nordböhmische Kohlegesellschaft (1892). Allein die Gewerkschaft Brucher Kohlenwerke erreichte 1896 eine Jahresförderung von 1,8 Millionen Tonnen Braunkohle bei einer Belegschaftsstärke von über 3.300 Mann. Die Kohle wurde zu 75 % nach Norddeutschland und Bayern exportiert.
Die Städte Chomutov (Komotau), Most (Brüx), Teplice (Teplitz) und Ústí nad Labem (Aussig) entwickelten sich zu industriellen Zentren der Region. In Aussig waren die Schicht AG und der Österreichische Verein für Chemische und Metallurgische Produktion (heute: Spolchemie) Ausgangspunkt für die chemische Industrie Österreichs und des heutigen Tschechiens. 
Mit Beginn des 20. Jahrhunderts verdrängte der Abbau im Tagebau den bislang dominierenden Tiefbau. Damit konnten einerseits Großgeräte effektiver eingesetzt werden, andererseits setzte nun auch die großflächige Überprägung der Landschaft ein. Die industrielle Kohleförderung hatte insbesondere Auswirkungen auf das Landschaftsbild, die Siedlungsstrukturen und das Gewässernetz des Beckens. In Seestadtl ging 1926 mit dem Zentralkraftwerk Seestadtl (Ústřední elektrárna Ervěnice) das erste Großkraftwerk der Tschechoslowakei in Betrieb. Dessen Hochspannungsleitung nach Prag war Ausgangspunkt des ab 1930 aufgebauten landesweiten Verbundnetzes.
Unmittelbar nach der Angliederung des Sudetenlandes an Deutschland im Oktober 1938 begann die Sudetenländische Treibstoffwerke AG bei Maltheuren mit dem Aufbau eines Hydrierwerkes zur Herstellung von synthetischem Benzin aus Braunkohle. Die vorher im Eigentum des tschechoslowakischen Staates befindlichen Braunkohlewerke wurden ab 1939 in der Sudetenländischen Bergbau AG (SUBAG) zusammengefasst. Nur einige kleinere Gruben privater Eigentümer blieben eigenständig.
Nach dem Zweiten Weltkrieg gingen alle Bergwerke ab Oktober 1945 im tschechoslowakischen Staatsbetrieb Severočeské doly (SD) auf. Der großflächige Braunkohlebergbau im Tagebau erlebte in den folgenden Jahrzehnten seinen Höhepunkt. In der wirtschaftlichen Autarkiepolitik der Tschechoslowakei kam der nordböhmischen Braunkohle vor allem zur Energieerzeugung eine Schlüsselrolle zu. Der Aufschluss von Großtagebauen wie z. B. des Tagebau Nástup–Tušimice (ab 1953) wurde intensiviert. Seit den 1960er Jahren entstanden eine Reihe von Großkraftwerken u. a. in Ledvice Ladowitz (Inbetriebnahme 1969, 640 MW), in Počerady (Inbetriebnahme 1977, 1200 MW), in Prunéřov (Brunnersdorf, Inbetriebnahme 1967/68 mit 66 MW und 1981/82 mit 1050 MW) und in Tušimice (Inbetriebnahme 1973/74, 800 MW). Die Ansiedlung von Großbetrieben der chemischen Industrie und der Schwerindustrie erfolgte bevorzugt nahe der billigen Energiequelle Braunkohle.
Die Kohleförderung erreichte in den 1980er Jahren einen Umfang von etwa 75 Millionen Tonnen pro Jahr. Zu dieser Zeit erreichte auch die Umweltschädigung und Landschaftsüberprägung des Konglomerats aus Bergbau, Energieerzeugung und chemischer Industrie ihren Höhepunkt. Den großflächigen Tagebauen fielen mehr als 100 Ortschaften zum Opfer. Markantestes Beispiel der Landschaftsveränderung war die Devastierung der Altstadt von Most (Brüx) ab 1964. Die Kirche Mariä Himmelfahrt wurde dafür 1975 in einer spektakulären Aktion um über 800 Meter verschoben, während alle anderen kulturhistorisch wertvollen Bauten der Stadt ersatzlos abgerissen wurden.
Durch die Tagebaue und die Chemische Industrie wurden weite Teile des Beckens devastiert und ein Waldsterben in den angrenzenden Mittelgebirgen ausgelöst. Im Erzgebirge, Lausitzer Gebirge, Isergebirge und Riesengebirge starb in den 1980er Jahren infolge Sauren Regens der Nadelwald der Kammlagen ab, was eine bis dahin beispiellose Umweltkatastrophe darstellte. Im „Westen“ sprach man zu jener Zeit vom Schwarzen Dreieck, dass auch das Mitteldeutsche und das Lausitzer Braunkohlerevier umfasste. Die Bewohner waren in besonderer Weise mit gesundheitlichen Beeinträchtigungen aufgrund der Emissionen ausgesetzt.
Der spätere tschechische Präsident Václav Havel schrieb 1982 an seine Frau:
"Nordböhmen ist für uns eine wichtige Brennstoffquelle...(wenn man Erde mit etwas Beimengung von Braunkohle so bezeichnen kann), aber um den Preis, dass es aufhört ein Stück unseres Heimatlandes zu sein (es wird zu etwas zwischen Mond und Müllhalde)."
Heute zählt das Nordböhmische Becken zu den am dichtesten besiedelten Regionen Tschechiens und kämpft seit der Samtenen Revolution 1989 in der sozioökonomischen Transformation als Altindustrielandschaft mit strukturellen Problemen.
Zu den weiteren Bodenrohstoffen aus dem Nordböhmischen Becken, die über lange Zeiträume durch gewerbliche Aktivitäten genutzt worden sind, zählen Kalkstein (für Baukalk), Pläner (für Baukalk und Baugesteine), Sandstein (für Baugesteine), Ton und Lehme (keramische Zwecke und Ziegelein), Tertiärquarzit (Silikasteine) und Torf (Brennmaterial). Teilweise werden sie noch heute (2009) gewonnen. Eine Sonderstellung haben die Mineralwässer, die insbesondere in Teplice für den Kurbetrieb genutzt werden. Biliner Sauerbrunn und Saidschitzer Bitterbrunn werden auch in Flaschen abgefüllt und als Heilwasser versandt. 
Im Jahr 2025 ist der Důl Bílina nordöstlich der Stadt Bílina der tiefste Tagebau in der Tschechischen Repulik. Gegenüber der natürlichen Oberfläche beträgt die Teufe um 200 Meter und damit nur 20 Meter über dem Meeresspiegel. Gewonnen wird das bis 35 Meter mächtige Hauptflöz zur Versorgung des 2017 in den Regelbetrieb gegangenen Kraftwerks Elektrárna Ledvice.